# Paul Simon (album)
| Recensione                        | Giudizio      |
| --------------------------------- | ------------- |
| AllMusic                          | [ 1 ]         |
| Robert Christgau                  | A+            |
| The New Rolling Stone Album Guide | [ 3 ]         |
| Sputnikmusic                      | 5.0 (Classic) |
| Piero Scaruffi                    | 6.5/10        |

Paul Simon è l'album di debutto di Paul Simon, pubblicato nel gennaio del 1972.
L'album arrivò al numero 4 della classifica Billboard, nel 1986 ottenne la certificazione di disco di platino.

## Tracce
Brani composti da Paul Simon, eccetto dove indicato.
Lato A
1. Mother and Child Reunion – 3:05
2. Duncan – 4:39
3. Everything Put Together Falls Apart – 1:59
4. Run That Body Down – 3:52
5. Armistice Day – 3:55

Durata totale: 17:30
Lato B
1. Me and Julio Down by the Schoolyard – 2:42
2. Peace Like a River – 3:20
3. Papa Hobo – 2:34
4. Hobo's Blues – 1:21 (Paul Simon, Stéphane Grappelli)
5. Paranoia Blues – 2:54
6. Congratulations – 3:42

Durata totale: 16:33
Edizione CD del 2004, pubblicato dalla Warner Bros. Records (R2 78899)
Brani composti da Paul Simon, eccetto dove indicato.
1. Mother and Child Reunion – 3:10
2. Duncan – 4:43
3. Everything Put Together Falls Apart – 2:02
4. Run That Body Down – 3:55
5. Armistice Day – 3:57
6. Me and Julio Down by the Schoolyard – 2:45
7. Peace Like a River – 3:23
8. Papa Hobo – 2:36
9. Hobo's Blues – 1:21 (Paul Simon, Stephane Grappelli)
10. Paranoia Blues – 2:58
11. Congratulations – 3:51
12. Me and Julio Down by the Schoolyard – 2:30 – Bonus Track - Demo - San Francisco 2/71
13. Duncan – 2:49 – Bonus Track - Demo - San Francisco 2/71
14. Paranoia Blues – 3:14 – Bonus Track - Unreleased Version

Durata totale: 43:14

## Formazione
- Paul Simon - voce, chitarra acustica, percussioni
- Hux Brown - chitarra
- Wallace Wilson - chitarra
- Los Incas - charango, flauto, percussioni
- Larry Knechtel - harmonium, organo Hammond, pianoforte, Fender Rhodes
- Neville Hinds - organo Hammond
- Jerry Hahn - chitarra elettrica
- David Spinozza - chitarra
- Jackie Jackson - basso
- Winston Grennan - batteria
- Stefan Grossman - chitarra
- Denzil Laing - percussioni
- Ron Carter - basso
- Hal Blaine - batteria
- Joe Osborn - basso
- Victor Montanez - congas
- Airto Moreira - percussioni
- Russel George - basso
- Mike Mainieri - vibrafono
- Stéphane Grappelli - violino
- Charlie McCoy - armonica bassa
- Steve Turre - trombone
- Fred Lipsius - sax alto
- John Schroer - sassofono tenore, sassofono baritono
- Cissy Houston, Von Eva Sims, Ranelle Stafford, Deirdre Tuck - cori

Note aggiuntive
- Paul Simon - produttore
- Roy Halee - produttore
- Registrazioni effettuate (tranne dove indicato) al C.B.S. Studios di New York City e di San Francisco da Roy Halee
- Mother and Child Reunion registrato al Dynamic Sounds Studios di Kingston, Jamaica da Leslie Kong
- Duncan registrato al C.B.E. Studios di Parigi, Francia da Bernard Estardy e Roy Halee
- Hobo's Blues registrato al C.B.E. Studios di Parigi, Francia
- Paranoia Blues registrato al Western Studios di Los Angeles da Rudy Hill e Roy Halee